# Jimmy Kruger
James Thomas "Jimmy" Kruger, född  20 december 1917 i Wales, död 9 maj 1987, var en sydafrikansk politiker (nationalist), uppmärksammad som justitieminister 1974-1979, då han fick motta internationell kritik för sina gensvar angående den svarte frihetskämpen Steve Bikos död i polishäkte i september 1977. Han var därefter den sydafrikanska senatens siste talman till denna avskaffades genom parlamentsbeslut 1980. 
Kruger hade under efterspelet till Bikos död hävdat att dödsfallet orsakats under en hungerstrejk, vilket snabbt kunde motbevisas av den oppositionella reportern Helen Zille i en artikel i engelskspråkiga Rand Daily Mail. Följaktligen fick Kruger utstå hård kritik för sin kommentar i samband med dödsfallet; "Die lat my kood" ("Det lämnar mig kall.").
I filmen Ett rop på frihet (1987), blev Kruger porträtterad av John Thaw och i filmen Goodbye Bafana (2007) porträtteras han av Norman Anstey.